# Segunda ronda de la Clasificación de CAF para la Copa Mundial de Fútbol de 2006
La Segunda ronda de la Clasificación de CAF para la Copa Mundial de Fútbol de 2006 contó con la participación de 30 selecciones nacionales de África, divididas en cinco grupos de seis equipos cada uno del 5 de junio de 2004 al 8 de octubre de 2005.
El ganador de cada grupo logra la clasificación al mundial de Alemania 2006, mientras que los ubicados en segundo y tercer lugar clasifican a la Copa Africana de Naciones 2006 junto a los ganadores de cada grupo.

## Resultados

### Grupo 1
| Pos. | Equipo      | Pts. | PJ | G | E | P | GF | GC | Dif. | Clasificación |
| ---- | ----------- | ---- | -- | - | - | - | -- | -- | ---- | ------------- |
| 1    | Togo        | 23   | 10 | 7 | 2 | 1 | 20 | 8  | +12  | Mundial y CAN |
| 2    | Senegal (A) | 21   | 10 | 6 | 3 | 1 | 21 | 8  | +13  | CAN           |
| 3    | Zambia (A)  | 19   | 10 | 6 | 1 | 3 | 16 | 10 | +6   | CAN           |
| 4    | Congo (E)   | 10   | 10 | 3 | 1 | 6 | 10 | 14 | −4   |               |
| 5    | Malí (E)    | 8    | 10 | 2 | 2 | 6 | 11 | 14 | −3   |               |
| 6    | Liberia (E) | 4    | 10 | 1 | 1 | 8 | 3  | 27 | −24  |               |

 Fuente: 
| 5 de junio de 2004 | Zambia      | 1–0     | Togo | Independence Stadium, Lusaka, Zambia              |                                                   |
|                    | Mulenga 11' | Reporte |      | Asistencia: 40 000 espectadores Árbitro(s): Damon | Asistencia: 40 000 espectadores Árbitro(s): Damon |

| 5 de junio de 2004 | Senegal                     | 2–0     | Congo | Stade Léopold Sédar Senghor, Dakar, Senegal         |                                                     |
|                    | Diatta 59' · M. N'Diaye 77' | Reporte |       | Asistencia: 18 000 espectadores Árbitro(s): Benouza | Asistencia: 18 000 espectadores Árbitro(s): Benouza |

| 6 de junio de 2004 | Liberia  | 1–0     | Malí | National Complex, Paynesville, Liberia             |                                                    |
|                    | Kieh 85' | Reporte |      | Asistencia: 30 000 espectadores Árbitro(s): Codjia | Asistencia: 30 000 espectadores Árbitro(s): Codjia |

| 19 de junio de 2004 | Malí        | 1–1     | Zambia      | Stade du 26 Mars, Bamako, Malí                   |                                                  |
|                     | Kanouté 80' | Reporte | Milanzi 25' | Asistencia: 19 000 espectadores Árbitro(s): Sowe | Asistencia: 19 000 espectadores Árbitro(s): Sowe |

| 20 de junio de 2004 | Congo                                         | 3–0     | Liberia | Stade Alphonse Massemba-Débat, Brazzaville, Congo       |                                                         |
|                     | Bouanga 52' · Mamouna-Ossila 55' · Batota 66' | Reporte |         | Asistencia: 25 000 espectadores Árbitro(s): Lamghambodj | Asistencia: 25 000 espectadores Árbitro(s): Lamghambodj |

| 20 de junio de 2004 | Togo                          | 3–1     | Senegal        | Stade de Kégué, Lomé, Togo                            |                                                       |
|                     | Adebayor 30' · Sènaya 76' 85' | Reporte | Bouba Diop 81' | Asistencia: 25 000 espectadores Árbitro(s): El Arjoun | Asistencia: 25 000 espectadores Árbitro(s): El Arjoun |

| 3 de julio de 2004 | Senegal   | 1–0     | Zambia | Stade Léopold Sédar Senghor, Dakar, Senegal        |                                                    |
|                    | Gueye 21' | Reporte |        | Asistencia: 50 000 espectadores Árbitro(s): Duarte | Asistencia: 50 000 espectadores Árbitro(s): Duarte |

| 4 de julio de 2004 | Congo              | 1–0     | Malí | Stade Alphonse Massemba-Débat, Brazzaville, Congo |                                                   |
|                    | Mamouna-Ossila 30' | Reporte |      | Asistencia: 20 000 espectadores Árbitro(s): Evehe | Asistencia: 20 000 espectadores Árbitro(s): Evehe |

| 4 de julio de 2004 | Liberia | 0–0     | Togo | National Complex, Paynesville, Liberia             |                                                    |
|                    |         | Reporte |      | Asistencia: 30 000 espectadores Árbitro(s): Soumah | Asistencia: 30 000 espectadores Árbitro(s): Soumah |

| 4 de septiembre de 2004 | Zambia     | 1–0     | Liberia | Independence Stadium, Lusaka, Zambia                 |                                                      |
|                         | Bwalya 91' | Reporte |         | Asistencia: 30 000 espectadores Árbitro(s): Nchengwa | Asistencia: 30 000 espectadores Árbitro(s): Nchengwa |

| 5 de septiembre de 2004 | Togo             | 2–0     | Congo | Stade de Kégué, Lomé, Togo                        |                                                   |
|                         | Adebayor 37' 80' | Reporte |       | Asistencia: 20 000 espectadores Árbitro(s): Mbera | Asistencia: 20 000 espectadores Árbitro(s): Mbera |

| 5 de septiembre de 2004 | Malí                    | 2–2     | Senegal              | Stade du 26 Mars, Bamako, Malí                      |                                                     |
|                         | Diallo 4' · Kanouté 54' | Reporte | Camara 45' · Dia 84' | Asistencia: 45 000 espectadores Árbitro(s): Guezzaz | Asistencia: 45 000 espectadores Árbitro(s): Guezzaz |

| 10 de octubre de 2004 | Congo                            | 2–3     | Zambia             | Stade Alphonse Massemba-Débat, Brazzaville, Congo   |                                                     |
|                       | Bouanga 75' · Mamouna-Ossila 81' | Reporte | Mbesuma 2' 37' 65' | Asistencia: 20 000 espectadores Árbitro(s): Yacoubi | Asistencia: 20 000 espectadores Árbitro(s): Yacoubi |

| 10 de octubre de 2004 | Togo         | 1–0     | Malí | Stade de Kégué, Lomé, Togo                        |                                                   |
|                       | Adebayor 23' | Reporte |      | Asistencia: 45 000 espectadores Árbitro(s): Njike | Asistencia: 45 000 espectadores Árbitro(s): Njike |

| 10 de octubre de 2004 | Liberia | 0–3     | Senegal                          | National Complex, Paynesville, Liberia               |                                                      |
|                       |         | Reporte | Bouba Diop 41' · Camara 50', 73' | Asistencia: 26 000 espectadores Árbitro(s): Abubakar | Asistencia: 26 000 espectadores Árbitro(s): Abubakar |

| 26 de marzo de 2005 | Zambia                | 2–0     | Congo | Konkola Stadium, Chililabombwe, Zambia              |                                                     |
|                     | Tana 1' · Mbesuma 44' | Reporte |       | Asistencia: 20 000 espectadores Árbitro(s): Maillet | Asistencia: 20 000 espectadores Árbitro(s): Maillet |

| 26 de marzo de 2005 | Senegal                                                                    | 6–1     | Liberia   | Stade Léopold Sédar Senghor, Dakar, Senegal          |                                                      |
|                     | Fadiga 19' · Diouf 45' (pen.) 84' · Faye 56' · Camara 72' · M. N'Diaye 75' | Reporte | Tondo 86' | Asistencia: 50 000 espectadores Árbitro(s): Shelmani | Asistencia: 50 000 espectadores Árbitro(s): Shelmani |

| 27 de marzo de 2005 | Malí          | 1–2     | Togo                    | Stade du 26 Mars, Bamako, Malí                        |                                                       |
| | Coulibaly 12' | Reporte | Salifou 78' · Mamam 91' | Asistencia: 45 000 espectadores Árbitro(s): Agbenyega | Asistencia: 45 000 espectadores Árbitro(s): Agbenyega |
| El gol de Togo en el último minuto eliminó a Malí de la clasificación al mundial provocó la ida de los aficionados locales, los cuales provocaron disturbios en las calles de Bamako. |               |         |                         |                                                       |                                                       |

| 5 de junio de 2005 | Togo                                       | 4–1     | Zambia       | Stade de Kégué, Lomé, Togo                          |                                                     |
|                    | Adebayor 14' 94' · Mamam 45+2' · Kader 61' | Reporte | Kampamba 15' | Asistencia: 15 000 espectadores Árbitro(s): Guezzaz | Asistencia: 15 000 espectadores Árbitro(s): Guezzaz |

| 5 de junio de 2005 | Congo | 0–0     | Senegal | Stade Alphonse Massemba-Débat, Brazzaville, Congo |                                                   |
|                    |       | Reporte |         | Asistencia: 40 000 espectadores Árbitro(s): Damon | Asistencia: 40 000 espectadores Árbitro(s): Damon |

| 5 de junio de 2005 | Malí                                                            | 4–1     | Liberia | Stade Amari Daou, Ségou, Malí                    |                                                  |
|                    | D. Coulibaly 7' (pen.) 34' · Diamoutene 48' (pen.) · Diarra 75' | Reporte | Toe 54' | Asistencia: 11 000 espectadores Árbitro(s): Paré | Asistencia: 11 000 espectadores Árbitro(s): Paré |

| 18 de junio de 2005 | Zambia                   | 2–1     | Malí          | Konkola Stadium, Chililabombwe, Zambia              |                                                     |
|                     | Chalwe 26' · Mbesuma 85' | Reporte | Coulibaly 73' | Asistencia: 29 000 espectadores Árbitro(s): Colembi | Asistencia: 29 000 espectadores Árbitro(s): Colembi |

| 18 de junio de 2005 | Senegal                | 2–2     | Togo                       | Stade Léopold Sédar Senghor, Dakar, Senegal        |                                                    |
|                     | Niang 15' · Camara 30' | Reporte | Olufadé 11' · Adebayor 71' | Asistencia: 50 000 espectadores Árbitro(s): Guirat | Asistencia: 50 000 espectadores Árbitro(s): Guirat |

| 19 de junio de 2005 | Liberia | 0–2     | Congo         | National Complex, Paynesville, Liberia           |                                                  |
|                     |         | Reporte | Bhebey 3' 73' | Asistencia: 5000 espectadores Árbitro(s): Sillah | Asistencia: 5000 espectadores Árbitro(s): Sillah |

| 3 de septiembre de 2005 | Zambia | 0–1     | Senegal   | Konkola Stadium, Chililabombwe, Zambia                  |                                                         |
|                         |        | Reporte | Diouf 57' | Asistencia: 20 000 espectadores Árbitro(s): Abdel-Fatah | Asistencia: 20 000 espectadores Árbitro(s): Abdel-Fatah |

| 3 de septiembre de 2005 | Malí                    | 2–0     | Congo | Stade du 26 Mars, Bamako, Malí                    |                                                   |
|                         | Demba 48' · Sissoko 51' | Reporte |       | Asistencia: 10 000 espectadores Árbitro(s): Mbera | Asistencia: 10 000 espectadores Árbitro(s): Mbera |

| 4 de septiembre de 2005 | Togo                           | 3–0     | Liberia | Stade de Kégué, Lomé, Togo                         |                                                    |
|                         | Adebayor 52' 90+3' · Mamam 69' | Reporte |         | Asistencia: 28 000 espectadores Árbitro(s): Rahman | Asistencia: 28 000 espectadores Árbitro(s): Rahman |

| 1 de octubre de 2005                                                                                     | Liberia | 0–5     | Zambia                                      | Antoinette Tubman Stadium, Monrovia, Liberia |                                              |
| |         | Reporte | Lwipa 50' 82' · Mweetwa 51' 63' · Numba 61' | Asistencia: 0 espectadores Árbitro(s): Evehe | Asistencia: 0 espectadores Árbitro(s): Evehe |
| Por razones de seguridad relacionadas con las Elecciones Generales, el partido se jugó a puerta cerrada. |         |         |                                             |                                              |                                              |

| 8 de octubre de 2005 | Senegal                    | 3–0     | Malí | Stade Léopold Sédar Senghor, Dakar, Senegal         |                                                     |
|                      | Camara 18' 65' · Diouf 23' | Reporte |      | Asistencia: 30 000 espectadores Árbitro(s): Maillet | Asistencia: 30 000 espectadores Árbitro(s): Maillet |

| 8 de octubre de 2005 | Congo                           | 2–3     | Togo                         | Stade Alphonse Massemba-Débat, Brazzaville, Congo    |                                                      |
|                      | Bouity 26' · Mamouna-Ossila 56' | Reporte | Adebayor 40' · Kader 60' 70' | Asistencia: 20 000 espectadores Árbitro(s): Shelmani | Asistencia: 20 000 espectadores Árbitro(s): Shelmani |

### Grupo 2
| Pos. | Equipo                              | Pts. | PJ | G | E | P | GF | GC | Dif. | Clasificación |
| ---- | ----------------------------------- | ---- | -- | - | - | - | -- | -- | ---- | ------------- |
| 1    | Ghana                               | 21   | 10 | 6 | 3 | 1 | 17 | 4  | +13  | Mundial y CAN |
| 2    | República Democrática del Congo (A) | 16   | 10 | 4 | 4 | 2 | 14 | 10 | +4   | CAN           |
| 3    | Sudáfrica (A)                       | 16   | 10 | 5 | 1 | 4 | 12 | 14 | −2   | CAN           |
| 4    | Burkina Faso (E)                    | 13   | 10 | 4 | 1 | 5 | 14 | 13 | +1   |               |
| 5    | Cabo Verde (E)                      | 10   | 10 | 3 | 1 | 6 | 8  | 15 | −7   |               |
| 6    | Uganda (E)                          | 8    | 10 | 2 | 2 | 6 | 6  | 15 | −9   |               |

 Fuente: 
Notas:
1. 1 2  Enfrentamiento directo (puntos): RD Congo 4, Sudáfrica 1.

| 5 de junio de 2004 | Sudáfrica        | 2–1     | Cabo Verde  | Free State Stadium, Bloemfontein, Sudáfrica         |                                                     |
|                    | Mabizela 40' 68' | Reporte | Janício 73' | Asistencia: 30 000 espectadores Árbitro(s): Tessema | Asistencia: 30 000 espectadores Árbitro(s): Tessema |

| 5 de junio de 2004 | Burkina Faso | 1–0     | Ghana | Stade du 4 Août, Uagadugú, Burkina Faso                 |                                                         |
|                    | Zongo 79'    | Reporte |       | Asistencia: 25 000 espectadores Árbitro(s): Chukwujekwu | Asistencia: 25 000 espectadores Árbitro(s): Chukwujekwu |

| 6 de junio de 2004 | Uganda      | 1–0     | República Democrática del Congo | National Stadium, Kampala, Uganda                   |                                                     |
|                    | Sekagya 75' | Reporte |                                 | Asistencia: 45 000 espectadores Árbitro(s): Maillet | Asistencia: 45 000 espectadores Árbitro(s): Maillet |

| 19 de junio de 2004 | Cabo Verde | 1–0     | Uganda | Estádio da Várzea, Praia, Cabo Verde                      |                                                           |
|                     | Cafú 42'   | Reporte |        | Asistencia: 5000 espectadores Árbitro(s): Koman Coulibaly | Asistencia: 5000 espectadores Árbitro(s): Koman Coulibaly |

| 20 de junio de 2004 | Ghana                        | 3–0     | Sudáfrica | Baba Yara Stadium, Kumasi, Ghana                   |                                                    |
|                     | Muntari 13' · Appiah 55' 78' | Reporte |           | Asistencia: 32 000 espectadores Árbitro(s): Diatta | Asistencia: 32 000 espectadores Árbitro(s): Diatta |

| 20 de junio de 2004 | República Democrática del Congo              | 3–2     | Burkina Faso           | Stade des Martyrs, Kinshasa, RD Congo               |                                                     |
|                     | Mbayo 12' · Biscotte 75' · Bageta 88' (pen.) | Reporte | Touré 26' · Dagano 85' | Asistencia: 75 000 espectadores Árbitro(s): Djaoupe | Asistencia: 75 000 espectadores Árbitro(s): Djaoupe |

| 3 de julio de 2004 | Sudáfrica                  | 2–0     | Burkina Faso | FNB Stadium, Johannesburg, Sudáfrica                       |                                                            |
|                    | Pienaar 14' · Bartlett 42' | Reporte |              | Asistencia: 25 000 espectadores Árbitro(s): Ramanampamonjy | Asistencia: 25 000 espectadores Árbitro(s): Ramanampamonjy |

| 3 de julio de 2004 | Cabo Verde  | 1–1     | República Democrática del Congo | Estádio da Várzea, Praia, Cabo Verde           |                                                |
|                    | Modeste 26' | Reporte | Kaluyituka 1'                   | Asistencia: 3800 espectadores Árbitro(s): Nahi | Asistencia: 3800 espectadores Árbitro(s): Nahi |

| 3 de julio de 2004 | Uganda     | 1–1     | Ghana    | National Stadium, Kampala, Uganda                      |                                                        |
|                    | Obua 45+1' | Reporte | Gyan 88' | Asistencia: 20 000 espectadores Árbitro(s): El-Betalgy | Asistencia: 20 000 espectadores Árbitro(s): El-Betalgy |

| 4 de septiembre de 2004 | Burkina Faso             | 2–0     | Uganda | Stade du 4 Août, Uagadugú, Burkina Faso                 |                                                         |
|                         | Dagano 34' · Nikiema 79' | Reporte |        | Asistencia: 30 000 espectadores Árbitro(s): Lemghambodj | Asistencia: 30 000 espectadores Árbitro(s): Lemghambodj |

| 5 de septiembre de 2004 | Ghana                                | 2–0     | Cabo Verde | Baba Yara Stadium, Kumasi, Ghana                   |                                                    |
|                         | Essien 24' (pen.) · Veiga 62' (a.g.) | Reporte |            | Asistencia: 35 000 espectadores Árbitro(s): Tamuni | Asistencia: 35 000 espectadores Árbitro(s): Tamuni |

| 5 de septiembre de 2004 | República Democrática del Congo | 1–0     | Sudáfrica | Stade des Martyrs, Kinshasa, RD Congo                   |                                                         |
|                         | Musasa 86'                      | Reporte |           | Asistencia: 85 000 espectadores Árbitro(s): Hicuburundi | Asistencia: 85 000 espectadores Árbitro(s): Hicuburundi |

| 9 de octubre de 2004 | Cabo Verde | 1–0     | Burkina Faso | Estádio da Várzea, Praia, Cabo Verde             |                                                  |
|                      | Cafú 2'    | Reporte |              | Asistencia: 6000 espectadores Árbitro(s): Aziaka | Asistencia: 6000 espectadores Árbitro(s): Aziaka |

| 10 de octubre de 2004 | Ghana | vs.     | República Democrática del Congo | Baba Yara Stadium, Kumasi, Ghana                      |                                                       |
|                       |       | Reporte |                                 | Asistencia: 30 000 espectadores Árbitro(s): Coulibaly | Asistencia: 30 000 espectadores Árbitro(s): Coulibaly |

| 10 de octubre de 2004 | Uganda | 0–1     | Sudáfrica           | National Stadium, Kampala, Uganda                    |                                                      |
|                       |        | Reporte | McCarthy 68' (pen.) | Asistencia: 50 000 espectadores Árbitro(s): Gasingwa | Asistencia: 50 000 espectadores Árbitro(s): Gasingwa |

| 26 de marzo de 2005 | Sudáfrica                        | 2–1     | Uganda          | FNB Stadium, Johannesburg, Sudáfrica                     |                                                          |
|                     | Fortune 21' (pen.) · Pienaar 71' | Reporte | Obua 63' (pen.) | Asistencia: 20 000 espectadores Árbitro(s): Chukwujewkwu | Asistencia: 20 000 espectadores Árbitro(s): Chukwujewkwu |

| 26 de marzo de 2005 | Burkina Faso | 1–2     | Cabo Verde   | Stade du 4 Août, Uagadugú, Burkina Faso           |                                                   |
|                     | Dagano 71'   | Reporte | Caló 48' 87' | Asistencia: 27 500 espectadores Árbitro(s): Evehe | Asistencia: 27 500 espectadores Árbitro(s): Evehe |

| 27 de marzo de 2005 | República Democrática del Congo | vs.     | Ghana    | Stade des Martyrs, Kinshasa, RD Congo                  |                                                        |
|                     | Nonda 50'                       | Reporte | Gyan 30' | Asistencia: 80 000 espectadores Árbitro(s): Modou Sowe | Asistencia: 80 000 espectadores Árbitro(s): Modou Sowe |

| 4 de junio de 2005 | Cabo Verde | 1–2     | Sudáfrica                  | Estádio da Várzea, Praia, Cabo Verde              |                                                   |
|                    | Cafú 77'   | Reporte | McCarthy 10' · Buckley 12' | Asistencia: 6000 espectadores Árbitro(s): Benouza | Asistencia: 6000 espectadores Árbitro(s): Benouza |

| 5 de junio de 2005 | Ghana                  | 2–1     | Burkina Faso | Baba Yara Stadium, Kumasi, Ghana                        |                                                         |
|                    | Appiah 66' · Amoah 83' | Reporte | Dagano 30'   | Asistencia: 11 920 espectadores Árbitro(s): Abdel-Fatah | Asistencia: 11 920 espectadores Árbitro(s): Abdel-Fatah |

| 5 de junio de 2005 | República Democrática del Congo                 | vs.     | Uganda | Stade des Martyrs, Kinshasa, RD Congo             |                                                   |
|                    | Nonda 2' 69' (pen.) · Ilongo 58' · Matumona 78' | Reporte |        | Asistencia: 80 000 espectadores Árbitro(s): Daami | Asistencia: 80 000 espectadores Árbitro(s): Daami |

| 18 de junio de 2005 | Sudáfrica | 0–2     | Ghana                  | FNB Stadium, Johannesburg, Sudáfrica                |                                                     |
|                     |           | Reporte | Amoah 59' · Essien 91' | Asistencia: 50 000 espectadores Árbitro(s): Guezzaz | Asistencia: 50 000 espectadores Árbitro(s): Guezzaz |

| 18 de junio de 2005 | Uganda         | 1–0     | Cabo Verde | National Stadium, Kampala, Uganda                |                                                  |
|                     | Sserunkuma 36' | Reporte |            | Asistencia: 5000 espectadores Árbitro(s): Kidane | Asistencia: 5000 espectadores Árbitro(s): Kidane |

| 18 de junio de 2005 | Burkina Faso                   | 2–0     | República Democrática del Congo | Stade du 4 Août, Uagadugú, Burkina Faso              |                                                      |
|                     | Panandétiguiri 3' · Dagano 68' | Reporte |                                 | Asistencia: 25 000 espectadores Árbitro(s): Shelmani | Asistencia: 25 000 espectadores Árbitro(s): Shelmani |

| 3 de septiembre de 2005 | Burkina Faso             | 3–1     | Sudáfrica | Stade du 4 Août, Uagadugú, Burkina Faso            |                                                    |
|                         | Cissé 32' 47' · Kébé 39' | Reporte | Zuma 75'  | Asistencia: 25 000 espectadores Árbitro(s): Codjia | Asistencia: 25 000 espectadores Árbitro(s): Codjia |

| 4 de septiembre de 2005 | República Democrática del Congo | vs.     | Cabo Verde | Stade des Martyrs, Kinshasa, RD Congo               |                                                     |
|                         | Kitambala 21' · Mputu 49'       | Reporte | Caló 24'   | Asistencia: 75 000 espectadores Árbitro(s): Guezzaz | Asistencia: 75 000 espectadores Árbitro(s): Guezzaz |

| 4 de septiembre de 2005 | Ghana                  | 2–0     | Uganda | Baba Yara Stadium, Kumasi, Ghana                        |                                                         |
|                         | Essien 10' · Amoah 15' | Reporte |        | Asistencia: 45 000 espectadores Árbitro(s): Hicuburundi | Asistencia: 45 000 espectadores Árbitro(s): Hicuburundi |

| 8 de octubre de 2005 | Cabo Verde | 0–4     | Ghana                                                     | Estádio da Várzea, Praia, Cabo Verde            |                                                 |
|                      |            | Reporte | Asamoah Frimpong 5' · Muntari 35' · Gyan 75' · Attram 87' | Asistencia: 6500 espectadores Árbitro(s): Daami | Asistencia: 6500 espectadores Árbitro(s): Daami |

| 8 de octubre de 2005 | Sudáfrica   | 2–2     | 2003                  | Kings Park Stadium, Durban, Sudáfrica             |                                                   |
|                      | Zuma 5' 52' | Reporte | Mputu 11' · Nonda 44' | Asistencia: 35 000 espectadores Árbitro(s): Mbera | Asistencia: 35 000 espectadores Árbitro(s): Mbera |

| 8 de octubre de 2005 | Uganda                             | 2–2     | Burkina Faso           | National Stadium, Kampala, Uganda                 |                                                   |
|                      | Masaba 30' (pen.) · Sserunkuma 71' | Reporte | Kébé 15' · Rouamba 75' | Asistencia: 1433 espectadores Árbitro(s): Benouza | Asistencia: 1433 espectadores Árbitro(s): Benouza |

### Grupo 3
| Pos. | Equipo          | Pts. | PJ | G | E | P | GF | GC | Dif. | Clasificación |
| ---- | --------------- | ---- | -- | - | - | - | -- | -- | ---- | ------------- |
| 1    | Costa de Marfil | 22   | 10 | 7 | 1 | 2 | 20 | 7  | +13  | Mundial y CAN |
| 2    | Camerún (A)     | 21   | 10 | 6 | 3 | 1 | 18 | 10 | +8   | CAN           |
| 3    | Egipto (A)      | 17   | 10 | 5 | 2 | 3 | 26 | 15 | +11  | CAN           |
| 4    | Libia (E)       | 12   | 10 | 3 | 3 | 4 | 8  | 10 | −2   |               |
| 5    | Sudán (E)       | 6    | 10 | 1 | 3 | 6 | 6  | 22 | −16  |               |
| 6    | Benín (E)       | 5    | 10 | 1 | 2 | 7 | 9  | 23 | −14  |               |

 Fuente: 
| 6 de junio de 2004 | Camerún              | 2–1     | Benín           | Ahmadou Ahidjo Stadium, Yaundé, Camerún           |                                                   |
|                    | Eto'o 42' · Song 45' | Reporte | S. Tchomogo 11' | Asistencia: 40 000 espectadores Árbitro(s): Mbera | Asistencia: 40 000 espectadores Árbitro(s): Mbera |

| 6 de junio de 2004 | Costa de Marfil                 | 2–0     | Libia | Stade Félix Houphouët-Boigny, Abiyán                |                                                     |
|                    | Dindane 35' · Drogba 63' (pen.) | Reporte |       | Asistencia: 40 827 espectadores Árbitro(s): Colembi | Asistencia: 40 827 espectadores Árbitro(s): Colembi |

| 6 de junio de 2004 | Sudán | 0–3     | Egipto                                  | Estadio de Jartum, Jartum, Sudán                   |                                                    |
|                    |       | Reporte | Ali 6' · Aboutrika 53' · Abdelwahab 88' | Asistencia: 10 000 espectadores Árbitro(s): Kidane | Asistencia: 10 000 espectadores Árbitro(s): Kidane |

| 18 de junio de 2004 | Libia | 0–0     | Camerún | 9 July Stadium, Misrata, Libia                          |                                                         |
|                     |       | Reporte |         | Asistencia: 7000 espectadores Árbitro(s): Lim Kee Chong | Asistencia: 7000 espectadores Árbitro(s): Lim Kee Chong |

| 20 de junio de 2004 | Benín        | 1–1     | Sudán              | Stade de l'Amitié, Cotonú, Benín                    |                                                     |
|                     | Ogunbiyi 30' | Reporte | Amar Ramadan 45+2' | Asistencia: 20 000 espectadores Árbitro(s): Guezzaz | Asistencia: 20 000 espectadores Árbitro(s): Guezzaz |

| 20 de junio de 2004 | Egipto        | 1–2     | Costa de Marfil          | Alexandria Stadium, Alejandría, Egipto             |                                                    |
|                     | Aboutrika 55' | Reporte | Dindane 22' · Drogba 75' | Asistencia: 13 000 espectadores Árbitro(s): Guirat | Asistencia: 13 000 espectadores Árbitro(s): Guirat |

| 3 de julio de 2004 | Sudán | 0–1     | Libia      | Khartoum Stadium, Jartum, Sudán                     |                                                     |
|                    |       | Reporte | Kara 90+3' | Asistencia: 10 000 espectadores Árbitro(s): Bennett | Asistencia: 10 000 espectadores Árbitro(s): Bennett |

| 4 de julio de 2004 | Camerún                   | 2–0     | Costa de Marfil | Ahmadou Ahidjo Stadium, Yaundé, Camerún             |                                                     |
|                    | Eto'o 80' · Feutchine 82' | Reporte |                 | Asistencia: 40 000 espectadores Árbitro(s): Guezzaz | Asistencia: 40 000 espectadores Árbitro(s): Guezzaz |

| 4 de julio de 2004 | Benín                                              | 3–3     | Egipto                                   | Stade de l'Amitié, Cotonú, Benín                        |                                                         |
|                    | O. Tchomogo 8' (pen.) · Ahouéya 46' · Ogunbiyi 68' | Reporte | Hassan 66' · Aboutrika 75' · Mostafa 80' | Asistencia: 15 000 espectadores Árbitro(s): Chukwujekwu | Asistencia: 15 000 espectadores Árbitro(s): Chukwujekwu |

| 3 de septiembre de 2004 | Libia                                                  | 4–1     | Benín      | June 11 Stadium, Trípoli, Libia                    |                                                    |
|                         | Al Shibani 9' · Kara 47' · A. Osman 51' · Al Ramly 70' | Reporte | Osseni 12' | Asistencia: 30 000 espectadores Árbitro(s): Kidane | Asistencia: 30 000 espectadores Árbitro(s): Kidane |

| 5 de septiembre de 2004 | Costa de Marfil                                                | 5–0     | Sudán | Stade Félix Houphouët-Boigny, Abiyán, Costa de Marfil |                                                  |
|                         | Drogba 12' (pen.) · Dindane 15' 64' · Yapi Yapo 25' · Koné 56' | Reporte |       | Asistencia: 20 000 espectadores Árbitro(s): Mana      | Asistencia: 20 000 espectadores Árbitro(s): Mana |

| 5 de septiembre de 2004 | Local                                    | 3–2     | Camerún                | Osman Ahmed Osman Stadium, El Cairo, Egipto               |                                                           |
|                         | Shawky 45' · Hassan 74' · T. El-Said 86' | Reporte | Tchato 88' · Eto'o 89' | Asistencia: 25 000 espectadores Árbitro(s): Lim Kee Chong | Asistencia: 25 000 espectadores Árbitro(s): Lim Kee Chong |

| 8 de octubre de 2004 | Libia                   | 2–1     | Egipto   | June 11 Stadium, Trípoli, Libia                      |                                                      |
|                      | Kara 31' · A. Osman 85' | Reporte | Zaki 57' | Asistencia: 80 000 espectadores Árbitro(s): Haimoudi | Asistencia: 80 000 espectadores Árbitro(s): Haimoudi |

| 9 de octubre de 2004 | Sudán    | 1–1     | Camerún   | Al-Merrikh Stadium, Omdurman, Sudán                 |                                                     |
|                      | Agab 17' | Reporte | Job 90+2' | Asistencia: 30 000 espectadores Árbitro(s): Bisingu | Asistencia: 30 000 espectadores Árbitro(s): Bisingu |

| 10 de octubre de 2004 | Benín | 0–1     | Costa de Marfil | Stade de l'Amitié, Cotonú, Benín                 |                                                  |
|                       |       | Reporte | Dindane 48'     | Asistencia: 25 000 espectadores Árbitro(s): Sowe | Asistencia: 25 000 espectadores Árbitro(s): Sowe |

| 27 de marzo de 2005 | Camerún               | 2–1     | Sudán      | Ahmadou Ahidjo Stadium, Yaundé, Camerún            |                                                    |
|                     | Geremi 34' · Webó 90' | Reporte | Tambal 41' | Asistencia: 30 000 espectadores Árbitro(s): Diatta | Asistencia: 30 000 espectadores Árbitro(s): Diatta |

| 27 de marzo de 2005 | Costa de Marfil           | 3–0     | Benín | Stade Félix Houphouët-Boigny, Abiyán, Costa de Marfil |                                                    |
|                     | Kalou 7' · Drogba 19' 59' | Reporte |       | Asistencia: 35 000 espectadores Árbitro(s): Guirat    | Asistencia: 35 000 espectadores Árbitro(s): Guirat |

| 27 de marzo de 2005 | Egipto                                 | 4–1     | Libia       | Osman Ahmed Osman Stadium, El Cairo, Egipto        |                                                    |
|                     | Mido 55' · Moteab 56' 81' · Hassan 76' | Reporte | Ferjani 50' | Asistencia: 30 000 espectadores Árbitro(s): Poulat | Asistencia: 30 000 espectadores Árbitro(s): Poulat |

| 3 de junio de 2005 | Libia | 0–0     | Costa de Marfil | June 11 Stadium, Trípoli, Libia                           |                                                           |
|                    |       | Reporte |                 | Asistencia: 45 000 espectadores Árbitro(s): Lim Kee Chong | Asistencia: 45 000 espectadores Árbitro(s): Lim Kee Chong |

| 4 de junio de 2005 | Benín       | 1–4     | Camerún                                      | Stade de l'Amitié, Cotonú, Benín                      |                                                       |
|                    | Agbessi 81' | Reporte | Song 19' · Webó 51' · Geremi 64' · Eto'o 69' | Asistencia: 20 000 espectadores Árbitro(s): El Arjoun | Asistencia: 20 000 espectadores Árbitro(s): El Arjoun |

| 5 de junio de 2005 | Egipto                                                       | 6–1     | Sudán      | Osman Ahmed Osman Stadium, El Cairo, Egipto |                                 |
|                    | Ali 8' 31' · Zaki 28' 50' · T. El-Said 86' · Abdel Malek 71' | Reporte | Tambal 83' | Asistencia: 20 000 espectadores             | Asistencia: 20 000 espectadores |

| 19 de junio de 2005 | Camerún | 1–0     | Libia | Ahmadou Ahidjo Stadium, Yaundé, Camerún                     |                                                             |
|                     |         | Reporte |       | Asistencia: 36 000 espectadores Árbitro(s): Koman Coulibaly | Asistencia: 36 000 espectadores Árbitro(s): Koman Coulibaly |

| 19 de junio de 2005 | Costa de Marfil | 2–0     | Egipto | Stade Félix Houphouët-Boigny, Abiyán, Costa de Marfil |                                                   |
|                     | Drogba 41' 49'  | Reporte |        | Asistencia: 30 000 espectadores Árbitro(s): Damon     | Asistencia: 30 000 espectadores Árbitro(s): Damon |

| 17 de agosto de 2005 | Sudán      | 1–0     | Benín | Al-Merrikh Stadium, Omdurman, Sudán                 |                                                     |
|                      | Tambal 20' | Reporte |       | Asistencia: 12 000 espectadores Árbitro(s): Maillet | Asistencia: 12 000 espectadores Árbitro(s): Maillet |

| 2 de septiembre de 2005 | Libia | 0–0     | Sudán | June 11 Stadium, Trípoli, Libia                  |                                                  |
|                         |       | Reporte |       | Asistencia: 20 000 espectadores Árbitro(s): Paré | Asistencia: 20 000 espectadores Árbitro(s): Paré |

| 4 de septiembre de 2005 | Costa de Marfil | 2–3     | Camerún            | Stade Félix Houphouët-Boigny, Abiyán, Costa de Marfil |                                                   |
|                         | Drogba 38' 47'  | Reporte | Webó 30' 45+2' 85' | Asistencia: 34 500 espectadores Árbitro(s): Daami     | Asistencia: 34 500 espectadores Árbitro(s): Daami |

| 4 de septiembre de 2005 | Egipto                      | 4–1     | Benín         | Osman Ahmed Osman Stadium, El Cairo, Egipto |                               |
|                         | Zaki 12' 15' 84' · Mido 71' | Reporte | Sessègnon 60' | Asistencia: 5000 espectadores               | Asistencia: 5000 espectadores |

| 8 de octubre de 2005 | Camerún    | 1–1     | Egipto     | Ahmadou Ahidjo Stadium, Yaundé, Camerún               |                                                       |
|                      | Douala 20' | Reporte | Shawky 79' | Asistencia: 38 750 espectadores Árbitro(s): Coulibaly | Asistencia: 38 750 espectadores Árbitro(s): Coulibaly |

| 8 de octubre de 2005 | Sudán      | 1–3     | Costa de Marfil             | Al-Merrikh Stadium, Omdurman, Sudán               |                                                   |
|                      | Tambal 89' | Reporte | Akalé 22' · Dindane 51' 73' | Asistencia: 20 000 espectadores Árbitro(s): Damon | Asistencia: 20 000 espectadores Árbitro(s): Damon |

| 9 de octubre de 2005 | Benín         | 1–0               | Libia | Stade René Pleven d'Akpakpa, Cotonú, Benín       |                                                  |
|                      | R. Chitou 60' | (Report) Reporte] |       | Asistencia: 1880 espectadores Árbitro(s): Mususa | Asistencia: 1880 espectadores Árbitro(s): Mususa |

### Grupo 4
| Pos. | Equipo       | Pts. | PJ | G | E | P | GF | GC | Dif. | Clasificación |
| ---- | ------------ | ---- | -- | - | - | - | -- | -- | ---- | ------------- |
| 1    | Angola       | 21   | 10 | 6 | 3 | 1 | 12 | 6  | +6   | Mundial y CAN |
| 2    | Nigeria (A)  | 21   | 10 | 6 | 3 | 1 | 21 | 7  | +14  | CAN           |
| 3    | Zimbabue (A) | 15   | 10 | 4 | 3 | 3 | 13 | 14 | −1   | CAN           |
| 4    | Gabón (E)    | 10   | 10 | 2 | 4 | 4 | 11 | 13 | −2   |               |
| 5    | Argelia (E)  | 8    | 10 | 1 | 5 | 4 | 8  | 15 | −7   |               |
| 6    | Ruanda (E)   | 5    | 10 | 1 | 2 | 7 | 6  | 16 | −10  |               |

 Fuente: 
Notas:
1. 1 2  Enfretamiento directo (puntos): Angola 4, Nigeria 1.

| 5 de junio de 2004 | Gabón         | 1–1     | Zimbabue     | Stade Omar Bongo, Libreville, Gabón                 |                                                     |
|                    | T. Nguema 52' | Reporte | Kaondera 82' | Asistencia: 25 000 espectadores Árbitro(s): Quartey | Asistencia: 25 000 espectadores Árbitro(s): Quartey |

| 5 de junio de 2004 | Nigeria         | 2–0     | Ruanda | Abuja Stadium, Abuya, Nigeria                    |                                                  |
|                    | Martins 55' 88' | Reporte |        | Asistencia: 35 000 espectadores Árbitro(s): Paré | Asistencia: 35 000 espectadores Árbitro(s): Paré |

| 5 de junio de 2004 | Argelia | 0–0     | Angola | Stade 19 Mai 1956, Annaba, Argelia                |                                                   |
|                    |         | Reporte |        | Asistencia: 55 000 espectadores Árbitro(s): Daami | Asistencia: 55 000 espectadores Árbitro(s): Daami |

| 19 de junio de 2004 | Ruanda                   | 3–1     | Gabón         | Stade Amahoro, Kigali, Ruanda                          |                                                        |
|                     | Saïd 4' 64' · Mulisa 27' | Reporte | T. Nguema 20' | Asistencia: 16 325 espectadores Árbitro(s): Abdulkadir | Asistencia: 16 325 espectadores Árbitro(s): Abdulkadir |

| 20 de junio de 2004 | Zimbabue        | 1–1     | Argelia    | National Sports Stadium,, Harare, Zimbabue             |                                                        |
|                     | Raho 60' (a.g.) | Reporte | Cherrad 3' | Asistencia: 65 000 espectadores Árbitro(s): Ntambidila | Asistencia: 65 000 espectadores Árbitro(s): Ntambidila |

| 20 de junio de 2004 | Angola   | vs.     | Nigeria | Estádio da Cidadela, Luanda, Angola               |                                                   |
|                     | Akwá 84' | Reporte |         | Asistencia: 40 000 espectadores Árbitro(s): Nkole | Asistencia: 40 000 espectadores Árbitro(s): Nkole |

| 3 de julio de 2004 | Nigeria  | vs.     | Argelia | Abuja Stadium, Abuya, Nigeria                        |                                                      |
|                    | Yobo 84' | Reporte |         | Asistencia: 35 000 espectadores Árbitro(s): Hisseine | Asistencia: 35 000 espectadores Árbitro(s): Hisseine |

| 3 de julio de 2004 | Ruanda | 0–2     | Zimbabue                       | Stade Amahoro, Kigali, Ruanda                        |                                                      |
|                    |        | Reporte | P. Ndlovu 41' · Nengomasha 79' | Asistencia: 13 000 espectadores Árbitro(s): Chilinda | Asistencia: 13 000 espectadores Árbitro(s): Chilinda |

| 3 de julio de 2004 | Gabón                        | vs.     | Angola                     | Stade Omar Bongo, Libreville, Gabón                 |                                                     |
|                    | Issiémou 44' · T. Nguema 49' | Reporte | Akwá 19' · Marco Paulo 81' | Asistencia: 20 000 espectadores Árbitro(s): Louzaya | Asistencia: 20 000 espectadores Árbitro(s): Louzaya |

| 5 de septiembre de 2004 | Zimbabue | 0–3     | Nigeria                                          | National Sports Stadium, Harare, Zimbabue                 |                                                           |
|                         |          | Reporte | Aghahowa 3' · Enakarhire 28' · Yakubu 48' (pen.) | Asistencia: 60 000 espectadores Árbitro(s): Mandzioukouta | Asistencia: 60 000 espectadores Árbitro(s): Mandzioukouta |

| 5 de septiembre de 2004 | Angola     | 1–0     | Ruanda | Estádio da Cidadela, Luanda, Angola               |                                                   |
|                         | Freddy 52' | Reporte |        | Asistencia: 30 000 espectadores Árbitro(s): Damon | Asistencia: 30 000 espectadores Árbitro(s): Damon |

| 5 de septiembre de 2004 | Argelia | 0–3     | Gabón                                      | Stade 19 Mai 1956, Annaba, Argelia                 |                                                    |
|                         |         | Reporte | Aubameyang 56' · Akieremy 73' · Bito'o 84' | Asistencia: 51 000 espectadores Árbitro(s): N’Doye | Asistencia: 51 000 espectadores Árbitro(s): N’Doye |

| 9 de octubre de 2004 | Ruanda  | 1–1     | Argelia      | Stade Amahoro, Kigali, Ruanda                            |                                                          |
|                      | Saïd 9' | Reporte | Bourahli 14' | Asistencia: 20 000 espectadores Árbitro(s): Abdel Rahman | Asistencia: 20 000 espectadores Árbitro(s): Abdel Rahman |

| 9 de octubre de 2004 | Gabón        | 1–1     | Nigeria    | Stade Omar Bongo, Libreville, Gabón                 |                                                     |
|                      | Issiémou 29' | Reporte | Yakubu 50' | Asistencia: 26 000 espectadores Árbitro(s): Yameogo | Asistencia: 26 000 espectadores Árbitro(s): Yameogo |

| 10 de octubre de 2004 | Angola     | 1–0     | Zimbabue | Estádio da Cidadela, Luanda, Angola                |                                                    |
|                       | Flávio 53' | Reporte |          | Asistencia: 17 000 espectadores Árbitro(s): Lwanja | Asistencia: 17 000 espectadores Árbitro(s): Lwanja |

| 26 de marzo de 2005 | Nigeria                 | 2–0     | Gabón | Liberation Stadium, Port Harcourt, Nigeria              |                                                         |
|                     | Aghahowa 79' · Kanu 81' | Reporte |       | Asistencia: 16 489 espectadores Árbitro(s): Hicuburundi | Asistencia: 16 489 espectadores Árbitro(s): Hicuburundi |

| 27 de marzo de 2005 | Zimbabue                   | 2–0     | Angola | National Sports Stadium, Harare, Zimbabue          |                                                    |
|                     | Kaondera 59' · Benjani 73' | Reporte |        | Asistencia: 40 894 espectadores Árbitro(s): Codjia | Asistencia: 40 894 espectadores Árbitro(s): Codjia |

| 27 de marzo de 2005 | Argelia       | 1–0     | Ruanda | Stade Ahmed Zabana, Oran, Argelia                       |                                                         |
|                     | Boutabout 48' | Reporte |        | Asistencia: 45 000 espectadores Árbitro(s): Abdel-Fatah | Asistencia: 45 000 espectadores Árbitro(s): Abdel-Fatah |

| 5 de junio de 2005 | Zimbabue      | 1–0     | Gabón | National Sports Stadium, Harare                      |                                                      |
|                    | P. Ndlovu 52' | Reporte |       | Asistencia: 55 000 espectadores Árbitro(s): Ssegonda | Asistencia: 55 000 espectadores Árbitro(s): Ssegonda |

| 5 de junio de 2005 | Angola                | 2–1     | Argelia       | Estádio da Cidadela, Luanda, Angola                     |                                                         |
|                    | Flávio 50' · Akwá 58' | Reporte | Boutabout 63' | Asistencia: 27 000 espectadores Árbitro(s): Hicuburundi | Asistencia: 27 000 espectadores Árbitro(s): Hicuburundi |

| 5 de junio de 2005 | Ruanda     | 1–1     | Nigeria     | Stade Amahoro, Kigali, Ruanda                      |                                                    |
|                    | Gatete 53' | Reporte | Martins 78' | Asistencia: 30 000 espectadores Árbitro(s): Kidane | Asistencia: 30 000 espectadores Árbitro(s): Kidane |

| 18 de junio de 2005 | Gabón                                       | 3–0     | Ruanda | Stade Omar Bongo, Libreville, Gabón                   |                                                       |
|                     | Djissikadie 10' · Londo 55' · T. Nguema 60' | Reporte |        | Asistencia: 10 000 espectadores Árbitro(s): El Arjoun | Asistencia: 10 000 espectadores Árbitro(s): El Arjoun |

| 18 de junio de 2005 | Nigeria   | 1–1     | Angola         | Sani Abacha Stadium, Kano, Nigeria                      |                                                         |
|                     | Okocha 5' | Reporte | Figueiredo 60' | Asistencia: 17 000 espectadores Árbitro(s): Abdel-Fatah | Asistencia: 17 000 espectadores Árbitro(s): Abdel-Fatah |

| 19 de junio de 2005 | Argelia               | 2–2     | Zimbabue                     | Stade Ahmed Zabana, Oran, Argelia                |                                                  |
|                     | Yahia 17' · Daoud 48' | Reporte | Kaondera 33' · P. Ndlovu 87' | Asistencia: 15 000 espectadores Árbitro(s): Paré | Asistencia: 15 000 espectadores Árbitro(s): Paré |

| 4 de septiembre de 2005 | Angola                                                | 3–0     | Gabón | Estádio da Cidadela, Luanda, Angola                   |                                                       |
|                         | Nsi-Akoue 25' (o.g.) · Mantorras 44' · Zé Kalanga 89' | Reporte |       | Asistencia: 35 000 espectadores Árbitro(s): Coulibaly | Asistencia: 35 000 espectadores Árbitro(s): Coulibaly |

| 4 de septiembre de 2005 | Zimbabue                                    | 3–1     | Ruanda              | National Sports Stadium, Harare, Zimbabue            |                                                      |
|                         | Kaondera 4' · Benjani 43' · Rambanapasi 78' | Reporte | Makonese 30' (a.g.) | Asistencia: 55 000 espectadores Árbitro(s): Ssegonga | Asistencia: 55 000 espectadores Árbitro(s): Ssegonga |

| 4 de septiembre de 2005 | Argelia                   | 2–5     | Nigeria                                            | Stade Ahmed Zabana, Oran, Argelia                    |                                                      |
|                         | Yacef 48' · Boutabout 58' | Reporte | Martins 20' (pen.) 88' 90' · Utaka 42' · Obodo 81' | Asistencia: 11 000 espectadores Árbitro(s): Shelmani | Asistencia: 11 000 espectadores Árbitro(s): Shelmani |

| 8 de octubre de 2005 | Nigeria                                                                | 5–1     | Zimbabue    | Abuja Stadium, Abuya, Nigeria                    |                                                  |
|                      | Martins 35' 75' (pen.) · Yussuf 62' · Kanu 80' (pen.) · Odemwingie 89' | Reporte | Benjani 70' | Asistencia: 45 000 espectadores Árbitro(s): Paré | Asistencia: 45 000 espectadores Árbitro(s): Paré |

| 8 de octubre de 2005 | Gabón | 0–0               | Argelia | Stade Pierre Claver Divounguy, Port-Gentil, Gabón |                                                   |
|                      |       | (Report) Reporte] |         | Asistencia: 37 000 espectadores Árbitro(s): Diouf | Asistencia: 37 000 espectadores Árbitro(s): Diouf |

| 8 de octubre de 2005 | Ruanda | 0–1     | Angola   | Stade Amahoro, Kigali, Ruanda                       |                                                     |
|                      |        | Reporte | Akwá 79' | Asistencia: 25 000 espectadores Árbitro(s): Guezzaz | Asistencia: 25 000 espectadores Árbitro(s): Guezzaz |

### Grupo 5
| Pos. | Equipo        | Pts. | PJ | G | E | P | GF | GC | Dif. | Clasificación |
| ---- | ------------- | ---- | -- | - | - | - | -- | -- | ---- | ------------- |
| 1    | Túnez         | 21   | 10 | 6 | 3 | 1 | 25 | 9  | +16  | Mundial y CAN |
| 2    | Marruecos (A) | 20   | 10 | 5 | 5 | 0 | 17 | 7  | +10  | CAN           |
| 3    | Guinea (A)    | 17   | 10 | 5 | 2 | 3 | 15 | 10 | +5   | CAN           |
| 4    | Kenia (E)     | 10   | 10 | 3 | 1 | 6 | 8  | 17 | −9   |               |
| 5    | Botsuana (E)  | 9    | 10 | 3 | 0 | 7 | 10 | 18 | −8   |               |
| 6    | Malaui (E)    | 6    | 10 | 1 | 3 | 6 | 12 | 26 | −14  |               |

 Fuente: 
| 5 de junio de 2004 | Malaui       | 1–1     | Marruecos | Kamuzu Stadium, Blantyre, Malaui                   |                                                    |
|                    | Munthali 35' | Reporte | Safri 25' | Asistencia: 30 040 espectadores Árbitro(s): Mususa | Asistencia: 30 040 espectadores Árbitro(s): Mususa |

| 5 de junio de 2004 | Túnez                                     | 4–1     | Botsuana      | Stade 7 November, Radès, Túnez                         |                                                        |
|                    | Clayton 9' · Haggui 35' 79' · Zitouni 74' | Reporte | Selolwane 65' | Asistencia: 2844 espectadores Árbitro(s): Abdel Rahman | Asistencia: 2844 espectadores Árbitro(s): Abdel Rahman |

| 17-11-2004 | Kenia                    | 2–1     | Guinea               | Nyayo National Stadium, Nairobi, Kenia                  |                                                         |
|            | Oliech 10' · Mukenya 61' | Reporte | Feindouno 19' (pen.) | Asistencia: 16 000 espectadores Árbitro(s): Abdel-Fatah | Asistencia: 16 000 espectadores Árbitro(s): Abdel-Fatah |

| 19 de junio de 2004 | Botsuana                      | 2–0     | Malaui | Botswana National Stadium, Gaborone, Botsuana     |                                                   |
|                     | Selolwane 7' · Gabolwelwe 25' | Reporte |        | Asistencia: 15 000 espectadores Árbitro(s): Awuye | Asistencia: 15 000 espectadores Árbitro(s): Awuye |

| 20 de junio de 2004 | Guinea          | 2–1     | Túnez      | Stade 28 Septembre, Conakri, Guinea                |                                                    |
|                     | Diawara 12' 46' | Reporte | Braham 67' | Asistencia: 15 300 espectadores Árbitro(s): Codjia | Asistencia: 15 300 espectadores Árbitro(s): Codjia |

| 9-2-2005 | Marruecos                                 | 5–1     | Kenia      | Stade Moulay Abdellah, Rabat, Marruecos            |                                                    |
|          | Zairi 12' 39' 90' · Diane 46' · Hadji 81' | Reporte | Otieno 93' | Asistencia: 40 000 espectadores Árbitro(s): Tamuni | Asistencia: 40 000 espectadores Árbitro(s): Tamuni |

| 3 de julio de 2004 | Malaui          | 1–1     | Guinea      | Kamuzu Stadium, Blantyre, Malaui                       |                                                        |
|                    | Mpinganjira 71' | Reporte | Diawara 80' | Asistencia: 11 383 espectadores Árbitro(s): Abdulkadir | Asistencia: 11 383 espectadores Árbitro(s): Abdulkadir |

| 3 de julio de 2004 | Botsuana | 0–1     | Marruecos    | Botswana National Stadium, Gaborone, Botsuana       |                                                     |
|                    |          | Reporte | Mokhtari 30' | Asistencia: 22 000 espectadores Árbitro(s): Dlamini | Asistencia: 22 000 espectadores Árbitro(s): Dlamini |

| 17-8-2005 | Túnez        | 1–0     | Kenia | Stade 7 November, Radès, Marruecos                |                                                   |
|           | Guemamdia 2' | Reporte |       | Asistencia: 60 000 espectadores Árbitro(s): Evehe | Asistencia: 60 000 espectadores Árbitro(s): Evehe |

| 4 de septiembre de 2004 | Kenia                       | 3–2     | Malaui                           | Moi International Sports Centre, Nairobi, Kenia    |                                                    |
|                         | Barasa 21' 29' · Oliech 25' | Reporte | Munthali 41' · Mabedi 90' (pen.) | Asistencia: 13 000 espectadores Árbitro(s): Mwanza | Asistencia: 13 000 espectadores Árbitro(s): Mwanza |

| 4 de septiembre de 2004 | Marruecos       | 1–1     | Túnez      | Stade Moulay Abdellah, Rabat, Marruecos          |                                                  |
|                         | El Karkouri 74' | Reporte | Santos 11' | Asistencia: 45 000 espectadores Árbitro(s): Auda | Asistencia: 45 000 espectadores Árbitro(s): Auda |

| 5 de septiembre de 2004 | Guinea                                                | 4–0     | Botsuana | Stade 28 Septembre, Conakri, Guinea                   |                                                       |
|                         | Feindouno 44' · Youla 54' · Diawara 60' · Mansaré 82' | Reporte |          | Asistencia: 25 000 espectadores Árbitro(s): Agbenyega | Asistencia: 25 000 espectadores Árbitro(s): Agbenyega |

| 9 de octubre de 2004 | Malaui                         | 2–2     | Túnez                      | Kamuzu Stadium, Blantyre, Malaui                  |                                                   |
|                      | Mwafulirwa 19' · Chipatala 37' | Reporte | Jaziri 82' · Ghodhbane 89' | Asistencia: 20 000 espectadores Árbitro(s): Awuye | Asistencia: 20 000 espectadores Árbitro(s): Awuye |

| 9 de octubre de 2004 | Botsuana                      | 2–1     | Kenia     | Botswana National Stadium, Gaborone, Botsuana       |                                                     |
|                      | Molwantwa 51' · Selolwane 58' | Reporte | Oliech 5' | Asistencia: 16 500 espectadores Árbitro(s): Colembi | Asistencia: 16 500 espectadores Árbitro(s): Colembi |

| 10 de octubre de 2004 | Guinea      | 1–1     | Marruecos  | Stade 28 Septembre, Conakri, Guinea |                                 |
|                       | Mansaré 50' | Reporte | Chamakh 5' | Asistencia: 25 000 espectadores     | Asistencia: 25 000 espectadores |

| 26 de marzo de 2005 | Kenia      | 1–0     | Botsuana | Moi International Sports Centre, Nairobi, Kenia     |                                                     |
|                     | Oliech 44' | Reporte |          | Asistencia: 15 000 espectadores Árbitro(s): Bisingu | Asistencia: 15 000 espectadores Árbitro(s): Bisingu |

| 26 de marzo de 2005 | Túnez                                                                      | 7–0     | Malaui | Stade 7 November, Radès, Túnez                           |                                                          |
|                     | Guemamdia 3' · Santos 12' 52' 75' 77' · Clayton 60' (pen.) · Ghodhbane 80' | Reporte |        | Asistencia: 30 000 espectadores Árbitro(s): Abdel Rahman | Asistencia: 30 000 espectadores Árbitro(s): Abdel Rahman |

| 26 de marzo de 2005 | Marruecos | 1–0     | Guinea | Stade Moulay Abdellah, Rabat, Marruecos               |                                                       |
|                     | Hadji 62' | Reporte |        | Asistencia: 70 000 espectadores Árbitro(s): Coulibaly | Asistencia: 70 000 espectadores Árbitro(s): Coulibaly |

| 4 de junio de 2005 | Botsuana       | 1–3     | Túnez                             | Botswana National Stadium, Gaborone, Botsuana    |                                                  |
|                    | Gabonamong 12' | Reporte | Nafti 27' · Santos 43' · Abdy 78' | Asistencia: 20 000 espectadores Árbitro(s): Mana | Asistencia: 20 000 espectadores Árbitro(s): Mana |

| 4 de junio de 2005 | Marruecos                                | 4–1     | Malaui        | Stade Moulay Abdellah, Rabat, Marruecos             |                                                     |
|                    | Chamakh 16' · Hadji 21' 75' · Kharja 72' | Reporte | Chipatala 10' | Asistencia: 48 000 espectadores Árbitro(s): Bisingu | Asistencia: 48 000 espectadores Árbitro(s): Bisingu |

| 5 de junio de 2005 | Guinea          | 1–0      | Kenia | Stade 28 Septembre, Conakri, Guinea               |                                                   |
|                    | S. Bangoura 68' | [Reporte |       | Asistencia: 21 000 espectadores Árbitro(s): Mbera | Asistencia: 21 000 espectadores Árbitro(s): Mbera |

| 11 de junio de 2005 | Túnez                           | 2–0     | Guinea | Stade 7 November, Radès, Túnez                            |                                                           |
|                     | Clayton 36' (pen.) · Chedli 78' | Reporte |        | Asistencia: 30 000 espectadores Árbitro(s): Lim Kee Chong | Asistencia: 30 000 espectadores Árbitro(s): Lim Kee Chong |

| 18 de junio de 2005 | Malaui         | 1–3     | Botsuana                                        | Kamuzu Stadium, Blantyre, Malaui                  |                                                   |
|                     | Mwafulirwa 48' | Reporte | Molwantwa 8' · Selolwane 40' · Motlhabankwe 88' | Asistencia: 20 000 espectadores Árbitro(s): Evehe | Asistencia: 20 000 espectadores Árbitro(s): Evehe |

| 18 de junio de 2005 | Kenia | 0–0     | Marruecos | Nyayo National Stadium, Nairobi, Kenia             |                                                    |
|                     |       | Reporte |           | Asistencia: 50 000 espectadores Árbitro(s): Diatta | Asistencia: 50 000 espectadores Árbitro(s): Diatta |

| 3 de septiembre de 2005 | Kenia | 0–2     | Túnez                    | Moi International Sports Centre, Nairobi, Kenia |                                             |
| |       | Reporte | Guemamdia 2' · Jemâa 85' | Asistencia: 0 espectadores Árbitro(s): Sowe     | Asistencia: 0 espectadores Árbitro(s): Sowe |
| Debido al desorden y una estampida humana que dejó a un muerto en el partido ante Marruecos, el partido se jugó a puerta cerrada. |       |         |                          |                                                 |                                             |

| 3 de septiembre de 2005 | Marruecos       | 1–0     | Botsuana | Stade Moulay Abdellah, Rabat, Marruecos             |                                                     |
|                         | El Karkouri 56' | Reporte |          | Asistencia: 25 000 espectadores Árbitro(s): Benouza | Asistencia: 25 000 espectadores Árbitro(s): Benouza |

| 4 de septiembre de 2005 | Guinea                                        | 3–1     | Malaui         | Stade 28 Septembre, Conakri, Guinea            |                                                |
|                         | Feindouno 12' · Diawara 36' · S. Bangoura 67' | Reporte | Mkandawire 37' | Asistencia: 2518 espectadores Árbitro(s): Mana | Asistencia: 2518 espectadores Árbitro(s): Mana |

| 8 de octubre de 2005 | Malaui                           | 3–0     | Kenia | Kamuzu Stadium, Blantyre, Malaui                   |                                                    |
|                      | Zakazaka 6' · Mkandawire 49' 61' | Reporte |       | Asistencia: 12 000 espectadores Árbitro(s): Codjia | Asistencia: 12 000 espectadores Árbitro(s): Codjia |

| 8 de octubre de 2005 | Botsuana      | 1–2     | Guinea              | Botswana National Stadium, Gaborone, Botsuana    |                                                  |
|                      | Molwantwa 35' | Reporte | O. Bangoura 73' 76' | Asistencia: 16 800 espectadores Árbitro(s): Sowe | Asistencia: 16 800 espectadores Árbitro(s): Sowe |

| 8 de octubre de 2005 | Túnez                           | 2–2      | Marruecos                    | Stade 7 November, Radès, Túnez                          |                                                         |
|                      | Clayton 18' (pen.) · Chedli 69' | [Reporte | Chamakh 3' · El Karkouri 42' | Asistencia: 60 000 espectadores Árbitro(s): Abdel-Fatah | Asistencia: 60 000 espectadores Árbitro(s): Abdel-Fatah |